# Frosti Sigurjónsson

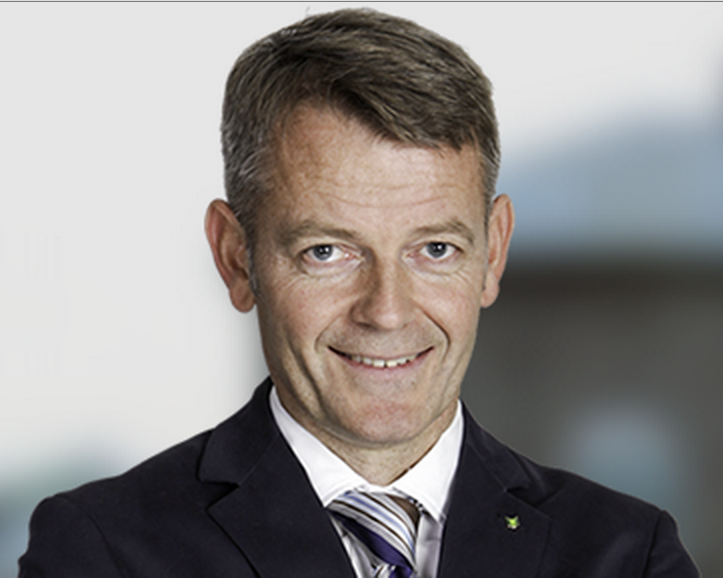
Frosti Sigurjónsson (2013)

Frosti Sigurjónsson (* 19. Dezember 1962 in Reykjavík) ist ein isländischer Geschäftsmann und Politiker (Fortschrittspartei).

## Leben
Frosti hat einen MBA der London Business School (1991). Er war Vorstandsvorsitzender verschiedener isländischer Unternehmen, darunter von 1999 bis 2005 bei CCP Games. 2005 war er Mitgründer der Reisesuchmaschine Dohop, wo er bis 2010 als Geschäftsführer und danach als Vorstandsvorsitzender amtierte. Er war ebenfalls Mitgründer und von 2009 bis 2013 Vorstandsvorsitzender von DataMarket, einem im Bereich der Informationsvisualisierung tätigen Unternehmen.
Seit der isländischen Parlamentswahl vom 27. April 2013 war Frosti Abgeordneter des isländischen Parlaments Althing für den Wahlkreis Reykjavík Nord. Er war Vorsitzender des Parlamentsausschusses für Wirtschaftsangelegenheiten und Handel sowie Mitglied des Ausschusses für auswärtige Angelegenheiten. Frosti Sigurjónsson hatte angekündigt, zur Parlamentswahl in Island 2016 nicht mehr anzutreten. Tatsächlich stand er auf der Liste der Fortschrittspartei für den Wahlkreis Reykjavík Nord, allerdings auf dem letzten Listenplatz. Die Fortschrittspartei konnte in diesem Wahlkreis keine Sitze mehr erringen.
2017 wurde er in den Verwaltungsrat der Isländischen Zentralbank gewählt.

## Reform des isländischen Geldsystems
Im Frühjahr 2015 wurde Frosti Sigurjónsson vom damaligen isländischen Premierminister Sigmundur Davíð Gunnlaugsson beauftragt, herauszufinden, warum die Finanzkrise der Jahre 2008–2011 Island besonders hart getroffen hat. In seiner Untersuchung kommt Frosti zu dem Schluss, dass das zentrale Problem in der Geldschöpfung über das Buchgeld der Banken liegt. Frosti Sigurjónsson plädiert für eine Geldmengenkontrolle durch die Staaten. Dies entspricht den Zielen, die auch der Verein für Monetäre Modernisierung des Schweizers Hansruedi Weber verfolgt.